# Mala hidroelektrana Roški slap
Mala hidroelektrana Roški slap ili MHE Roški slap je mala hidroelektrana koja je izgrađena je 1909. na položaju Roškog slapa na rijeci Krki i, uz Hidroelektranu Jarugu i Hidroelektranu Miljacku koje se nalaze na istom vodotoku, predstavlja jednu od prvih izgrađenih hidroelektrana u Hrvatskoj. Njena je prvobitna namjena bila opskrba električnom energijom rudnika u Siveriću, a poslije i rasvjete grada Drniša. U svojoj je dugoj povijesti promijenila nekoliko država i vlasnika, da bi s radom prestala u vrijeme Domovinskog rata, za vrijeme kojeg je postrojenje napušteno i uništeno.

## Obnova MHE Roški slap
Sanacija Male hidroelektrane Roški slap otpočela je u ljeto 1997. i okončana je u proljeće 1998., kada je postrojenje pušteno u probni rad. S obzirom na to da je novo tehničko rješenje MHE Roški Slap uključivalo povećanje instaliranog volumnog protoka i instalirane snage, kao i ugradnju drugačijeg tipa vodnih turbina od onih koji su ranije postojali u postrojenju, sanacija je bila sveobuhvatna i uključivala je:
- sveobuhvatnu obnovu strojarnice (uz zadržavanje svih vanjskih dimenzija i očuvanje pročelja zgrade);
- obnovu ulazne građevine;
- popravak dovodnog gravitacijskog tunela i vodne komore;
- produbljenje odvodnih kanala ispod strojarnice;
- izgradnju novog, 2 kilometra dugog, kabelskog priključka na elektroenergetski sustav, te popravak dobrog dijela srednjenaponske nadzemne mreže na području Miljevaca;
- potpunu zamjenu elektrostrojarske opreme i ugradnju suvremenog sustava upravljanja i nadzora.[3]

## Režim rada
Hidroelektrana je strogo protočnog tipa, što znači da nema mogućnost akumulacije vode, nego se proizvodnja regulira obzirom na raspoloživi protok u vodotoku. Zanimljiv je podatak da je na području rijeke Krke, na kojem se nalazi Mala hidroelektrana Roški Slap, 1985. proglašen Nacionalni park Krka. To će reći da u svojoj, sada već stogodišnjoj povijesti, MHE Roški Slap nije ničime narušila ili ugrozila prirodni okoliš u kojem se nalazi. 
Osnovni podaci:
- vodotok: rijeka Krka, Republika Hrvatska;
- tip brane: protočna;
- instalirani protok: 2 x 12 m3/s;
- raspoloživi konstruktivni pad: 18,3 m;
- duljina dovodnog tunela: 200 m;
- tip vodne turbine: 2 x Ossberger SH 1.174;
- prozvođač: Ossberger turbinenfabrik GmbH, Njemačka;
- tip električnog generatora: TNC9 636-8;
- proizvođač: Uljanik TESU, Pula, Hrvatska;
- instalirana snaga: 2 x 0,882 MW (ukupno: 1,764 MW);
- godišnja proizvodnja (prosjek): 7,5 MWh;
- godina puštanja u pogon: 1998.;